# Aldo Palazzeschi
Aldo Palazzeschi (né le 2 février 1885 à Florence - mort le 17 août 1974 à Rome) est le nom de plume de Aldo Giurlani, poète et romancier italien. Il choisit le nom de « Palazzeschi » (nom de jeune fille de sa grand-mère maternelle) dès ses premières publications, son père craignant que l’activite littéraire d’Aldo ne nuise à la bonne renommée de son propre magasin de tissus (NOTE : Raffaello Torricelli, Firenze e i fiorentini, Polistampa, Florence 2006, p. 101).

## Biographie
Né d'une famille de commerçants aisés, il entreprit d'abord des études commerciales, poussé par son père. Pourtant, souhaitant pouvoir se dédier au théâtre il commence à fréquenter l’école « Tommaso Salvini » en 1902. Il est probable qu'il ait renoncé à signer de son nom de famille pour Palazzeschi en raison du désaccord avec son père sur son projet de carrière. Il publie son premier recueil de poésie, d'inspiration crépusculaire, « Cavalli bianchi » en 1905, à compte d'auteur, chez un éditeur imaginaire, Cesare Blanc (le nom de son chat) et l’année suivante il abandonne le théâtre pour se vouer entièrement à la poésie.
De 1909 à 1914, il adhère au mouvement futuriste fondé par Filippo Marinetti. Ses œuvres publiées dans le cadre du futurisme sont « L’incendiario » (1910) et « Il codice Perelà » (1911) réécrit en 1955 sous le titre « Perelà uomo di fumo ». Il devient l’un des plus importants collaborateurs de la revue du mouvement « Lacerba », dans laquelle il contribue à écrire des essais de théorisation du futurisme, parmi lesquels l’article « La contre-douleur » (1914) restera le plus connu. Il commence à cette période à contribuer à la revue « La Voce » de Giuseppe De Robertis.
En 1914, Palazzeschi, pacifiste, rompt avec les futuristes à cause de leur position interventionniste dans la Grande Guerre. Bien qu'étant réformé, il est mobilisé pour quelques mois en tant que soldat du génie durant l'été 1916 avant de rester en garnison à Florence, Rome, puis Tivoli.
Après la guerre, il maintient une attitude détachée vis-à-vis du régime fasciste et mène une vie très isolée, ce qui lui permet d’intensifier sa production littéraire. Il écrit « Due Imperi... mancati » (1920), livre en partie autobiographique sur la Première Guerre mondiale, « Il Re bello » (1921), “La Piramide” (1926), “Stampe dell'800” (prose, 1932). Mais l’apogée est atteint avec « Le Sorelle Materassi » (1934), dont le succès le fait connaitre du grand public et qui sera adapté au cinéma en 1944 puis dans un téléfilm dramatique en 1972.
En 1938 son père meurt et en 1939 sa mère; Palazzeschi, en 1941, vient habiter à Rome où il résidera jusqu'à sa mort, restant célibataire.
Pendant les années soixante, Palazzeschi entre dans une troisième phase de sa production qu'il consacre à ses expériences juvéniles. La nouvelle avant-garde littéraire l’exalte en le considérant comme leur précurseur principal, mais il répond avec détachement et ironie. Parmi ses dernières œuvres, écrites à l'aube de ses quatre-vingts ans, on trouve "Il buffo integrale" publié en 1966, dans lequel Italo Calvino reconnait un modèle pour son écriture.
Il publie cette même année un recueil de poèmes en français, Schizzi italofrancesi, où il croque des scènes de la vie parisienne, ayant fréquenté la France durant le fascisme, pour fuir la culture officielle, puis le conte surréaliste "Stefanino" (1969), « le Doge » (1967) et finalement le roman "Storia di una amicizia" (1971).
L'écriture de Palazzeschi a souvent été considérée bizarre, paradoxale, allégorique, d’avant-garde et capable de créer un monde imaginaire par la critique du XXe siècle, qui a aussi remarqué sa capacité à maintenir des liens ténus avec les autres cultures européennes de ces années.

### Poésie
- I cavalli bianchi, 1905.
- Lanterna, 1907.
- L'incendiario (1905-1909).
- Schizzi italo-francesi, 1966.
- Via delle cento stelle. 1971-1972.
- Le Code de Perelà (traduit de l'italien par Monique Baccelli avec une postface de Luciano de Maria), Paris, Allia, 1993, 208 p. (ISBN 2904235582)

### Prose
- Il Codice di Perelà, 1911 (réécrit en 1954 sous le titre de Perelà uomo di fumo)
- Due imperi mancati, 1920
- Il Re bello, 1921
- La piramide. Scherzo di cattivo genere e fuor di luogo, 1926
- Gravures du XIXe siècle (Stampe dell'Ottocento) (1932)
- Les sœurs Materassi (Sorelle Materassi) (1934)
- Il palio dei buffi, 1937
- Tre imperi mancati. (1922-1945), 1945
- Les frères Cuccoli (I fratelli Cuccoli) (1948)
- Bêtes de notre temps (Bestie del 900) (1951)
- Un Prince Romain (Roma), (1953)
- Scherzi di gioventù (Recueil d’œuvres de jeunesse), 1956
- Vita militare, 1959
- Il piacere della memoria, 1964
- Il buffo integrale, 1966
- Ieri, oggi e...non domani, 1967
- Le Doge (Il doge), 1967
- Stefanino, 1969
- Storia di un'amicizia, 1971
- La conversation de la comtesse Maria (Interrogatorio della contessa Maria), (1988) (publication posthume)